# Atletica leggera ai II Giochi paralimpici estivi
Per l'atletica leggera paralimpica ai Giochi paralimpici estivi di Tokyo 1964 furono disputate 42 gare (24 maschili e 18 femminili). Le gare si svolsero dall'8 al 12 novembre e vi presero parte 82 atleti provenienti da 15 nazioni.

## Nazioni partecipanti
- Argentina (9)
- Australia (4)
- Austria (6)
- Francia (1)
- Germania Ovest (4)
- Giappone (1)
- Irlanda (1)
- Israele (4)
- Italia (7)
- Malta (1)
- Paesi Bassi (3)
- Regno Unito (11)
- Rhodesia (3)
- Stati Uniti (24)
- Sudafrica (3)

## Medagliere
| Pos.   | Nazione     |    |    |    | Totale |
| ------ | ----------- | -- | -- | -- | ------ |
| 1      | Stati Uniti | 18 | 18 | 12 | 48     |
| 2      | Italia      | 6  | 4  | 2  | 12     |
| 3      | Sudafrica   | 4  | 4  | 2  | 10     |
| 4      | Regno Unito | 4  | 2  | 6  | 12     |
| 5      | Germania    | 3  | 0  | 2  | 5      |
| 6      | Rhodesia    | 2  | 3  | 2  | 7      |
| 7      | Australia   | 2  | 3  | 0  | 5      |
| 8      | Israele     | 2  | 0  | 3  | 5      |
| 9      | Argentina   | 1  | 6  | 9  | 16     |
| 10     | Paesi Bassi | 0  | 1  | 2  | 3      |
| 11     | Austria     | 0  | 1  | 0  | 1      |
| 12     | Francia     | 0  | 0  | 1  | 1      |
| Totale | Totale      | 42 | 42 | 40 | 124    |